# National Library of Ireland
De National Library of Ireland (Nationale Bibliotheek van Ierland; Iers: Leabharlann Náisiúnta na hÉireann) is een nationale bibliotheek gevestigd in de Ierse hoofdstad Dublin.
Het instituut is geen uitleenbibliotheek. De vele, vaak aan Ierland gerelateerde, items, naast boeken ook kaarten, manuscripten, kranten, tijdschriften en foto's,  kunnen ter plekke gratis worden geraadpleegd. 
Aan de bibliotheek verbonden zijn de Office of the Chief Herald of Ireland, de Ierse autoriteit op het gebied van heraldiek, en het nationaal fotoarchief. Ook voor zaken op het gebied van genealogie is de bibliotheek te raadplegen. Tevens worden er tentoonstellingen georganiseerd.
De instelling valt onder de verantwoordelijkheid van de Ierse minister voor Kunst, Sport en Toerisme. 